# Orthaltica orientalis
Orthaltica orientalis là một loài bọ cánh cứng trong họ Chrysomelidae. Loài này được Konstantinov miêu tả khoa học năm 1995.